# Korżiwci
Korżiwci (ukr. Коржівці, dawniej w pol. Korżowce) – wieś na Ukrainie, w obwodzie chmielnickim, w rejonie chmielnickim, w hromadzie Derażnia. W 2001 liczyła 570 mieszkańców, spośród których 563 wskazało jako ojczysty język ukraiński, 6 rosyjski, a 1 polski.

## Klasztor
Monaster unicki z 1742 roku pw. Narodzenia Najświętszej Maryi Panny z fundacji inżyniera i pułkownika wojsk koronnych Jeana-Baptiste’a Dessieura (także jako: Jan Baptysta Dewyr, Deszer, Jan Chrzciciel Dessier, Dessyer). Doświadczenie w inżynierii wojskowej stały się czynnikiem, który skłonił Dessieura do budowy męskiego klasztoru o charakterze obronnym. Klasztor posiadał dwie świątynie, trzy wieże, mury, barokowy korpus klasztorny i lochy z rozgałęzionymi przejściami. Uposażenie było skromne i obejmowało lasy, pola, młyn i pasiekę. Dodatkowo uposażył klasztor jego wnuk Michał Woroniecki, syn Teresy, córki Dessieura. Początkowo klasztor był greckokatolicki, jednak w 1796 roku po II rozbiorze Rzeczypospolitej został przymusowo przekazany Rosyjskiej Cerkwi Prawosławnej. W 1834 roku na jego terenie pochowano prawosławnego biskupa Ksenofonta, władykę diecezji kamieniecko-podolskiej, który mieszkał na terenie monastyru podczas emerytury. W 1905 roku wzmiankowano, że w klasztorze znajduje się kopia cudownej ikony Matki Bożej latyczowskiej uznawany za cudowny od XVIII wieku.
W czasach po Rewolucji Październikowej klasztor zamknęli bolszewicy, część pomieszczeń zniszczono, a inne budynki przekształcono w szkołę. W czasach niepodległej Ukrainy częściową odnowę klasztoru rozpoczęto w latach 2011–2012, a w 1991 r. część refektarza klasztornego przekazano miejscowej gminie wyznaniowej.